# Clubiona chikunii
Clubiona chikunii là một loài nhện trong họ Clubionidae.
Loài này thuộc chi Clubiona. Clubiona chikunii được miêu tả năm 1986 bởi Hayashi.